# خازنگ
خازنگ، روستایی از توابع بخش مرکزی شهرستان ثلاث باباجانی در استان کرمانشاه ایران است.

## جمعیت
این روستا در دهستان خانه‌ شور قرار دارد و براساس سرشماری مرکز آمار ایران در سال ۱۳۸۵، جمعیت آن ۲۶۱ نفر (۵۸ خانوار) بوده‌‌است.